# آلفا² بزغاله
آلفا² بزغاله یک ستاره است که در صورت فلکی بزغاله قرار دارد.